# 아이돌마스터 신데렐라 걸즈 뷰잉 레볼루션
《아이돌마스터 신데렐라 걸즈 뷰잉 레볼루션》(アイドルマスター シンデレラガールズ ビューイングレボリューション, THE IDOLM@STER CINDERELLA GIRLS VIEWING REVOLUTION)은 반다이 남코 엔터테인먼트에서 플레이스테이션 VR용으로 2016년 10월 13일에 출시한 VR 아이돌 라이브 게임이다.

## 개요
본작은 2016년 7월 7일에 니코니코 생방송에서 방송된 ‘바라는 것을 이뤄줘! 아이돌마스터 신데렐라 걸스 칠석 특별 방송’(願いをかなえて!アイドルマスター シンデレラガールズ七夕特番)에서 반다이 남코 엔터테인먼트에서 플레이스테이션 VR 전용 콘텐츠로 출시됨이 발표됐다. 《아이돌마스터 시리즈》를 통해서 플레이스테이션 VR에 대응하는 첫 작품이 된다.
본작은 《아이돌마스터 신데렐라 걸즈》의 첫 라이브 《THE IDOLM@STER CINDERELLA GIRLS 1stLIVE WONDERFUL M@GIC!!》가 개최된 마이하마 엠퍼시어터를 무대로 하고 있으며, 최대 9명의 아이돌이 라이브를 개최하며, 플레이어는 모션 컨트롤러인 플레이스테이션 무브를 흔드는 것으로 화면 상에서 야광봉을 흔들 수가 있으며, 라이브에 참가할 수가 있다. 관람하는 자리도 변경할 수가 있으며, 자리나 향하고 있는 방향에 따라서 보이는 영상이나 소리가 들리는 쪽이 바뀌어 온다. 무대가 된 마이하마 엠퍼시어터는 협력으로 저작권에 게재되어 있다.

## 게임 시스템
본작에는 23명의 아이돌이 등장한다. 수록된 노래는 총 3곡이다. 라이브 중에 등장하는 아이돌 의상은 고정으로 갈아입기는 할 수 없다.
조작은 무선 컨트롤러(듀얼쇼크 4) 뿐이 아니라 플레이스테이션 무브를 야광봉으로 아이돌의 라이브 무대를 응원할 수 있다. 또, 진동 패드에도 대응하고 있으며 음악에 맞춰서 패드가 진동하는 것에 따라서 4D와 같은 현장감도 실현.
라이브 중에 사용하는 야광봉은 교체가 가능하며 좌우로 4개씩 합계 8개까지 한번에 들 수가 있다. 그리고, 손에 들고 있는 실리움의 세트를 10세트까지 설정을 보유할 수가 있다

## 수록 노래
수록되어 있는 노래는 다음의 4곡.
1. Yes! Party Time!!
  - 작사 · 작곡: 슌류 / 편곡: Sizuk

등장 아이돌 - 시마무라 우즈키, 시부야 린, 혼다 미오, 아카기 미리아, 아베 나나
의상 - 파티타임 골드[16]
본작의 테마송. 2016년 9월 4일에 고베에서 개최된 《THE IDOLM@STER CINDERELLA GIRLS 4thLIVE TriCastle Story》에서 첫 공개됐다[11].
2. 부탁해! 신데렐라(お願い!シンデレラ)
  - 작사: marhy / 작곡 · 편곡: 우치다 테츠야(NBSI)

등장 아이돌 - 시마무라 우즈키, 시부야 린, 혼다 미오, 칸자키 란코, 코히나타 미호, 조가사키 미카, 조가사키 리카, 타다 리이나, 미무라 카나코
의상 - 스타리스카이 브라이트
《아이돌마스터 신데렐라 걸즈》의 테마 송.
3. Star!!
  - 작사: 모리 유리코 / 작곡: 타나카 히데카즈

등장 아이돌 -  아카기 미리아, 아나스타시아, 오가타 치에리, 닛타 미나미, 마에카와 미쿠
의상 - 스타리스카이 브라이트
TV 애니메이션 《아이돌마스터 신데렐라 걸스 1st SEASON》 여는 곡
4. 나 고철 안드로이드(アタシポンコツアンドロイド)
  - 작사 · 작곡 : 사사키 토모코

등장 아이돌 - 코히나타 미호, 후타바 안즈, 마에카와 미쿠
의상 - 파티타임 골드
2016년 11월 16일 배포 예정인 제1탄 추가 다운로드 콘텐츠 노래[10]. 2016년 10월 16일에 사이타마 슈퍼 아레나에서 개최된 《THE IDOLM@STER CINDERELLA GIRLS 4thLIVE TriCastle Story》에서 발표.

### 내용주
1. ↑  제1탄 추가 다운로드 콘텐츠로 추가[10].
2. ↑  시마무라 우즈키, 시부야 린, 혼다 미오, 아카기 미리아, 아베 나나, 칸자키 린코, 코히나타 미호, 조가사키 미카, 조가사키 리카, 타다 리이나, 미무라 카나코, 아나스타시아, 오가타 치에리, 닛타 미나미, 마에카와 미쿠, 후타바 안즈[주 1]의 16명.

### 참조주
1. ↑  “制作事例 コンシューマゲーム” [제작사례 컨슈머게임] (일본어). Cygames. 2016년 8월 8일에 원본 문서에서 보존된 문서. 2016년 8월 13일에 확인함.
2. 1 2 3  “『アイドルマスター シンデレラガールズ』（デレステ）を題材にしたPSVRタイトルが10月13日に発売決定” [“아이돌마스터 신데렐라 걸스”(신데마스)를 소재로 한 PSVR 타이틀이 10월 13일에 출시 결정] (일본어). 패미통.com. 2016년 7월 7일. 2016년 7월 7일에 확인함.
3. ↑  “週刊ファミ通 2016年9月29日号” [주간 패미통 2016년 9월 29일] (일본어). KADOKAWA: 106,107.
4. ↑  “【デレステVR】VRのステージでも、頑張ります！『アイドルマスターシンデレラガールズ ビューイングレボリューション』が2016年10月13日、PS VR向けに発売” [【신데마스VR】VR의 무대로도 열심히 하겠습니다! “아이돌마스터 신데렐라 걸스 뷰잉 레벌루션”이 2016년 10월 13일, PS VR용으로 출시] (일본어). MoguraVR. 2016년 7월 7일. 2016년 7월 7일에 확인함.
5. ↑  “願いをかなえて！アイドルマスター シンデレラガールズ七夕特番” [바라는 것을 이뤄줘! 아이돌마스터 신데렐라 걸스 칠석 특별 방송] (일본어). 니코니코 생방송. 2016년 7월 7일. 2016년 7월 7일에 확인함.
6. ↑  “【シンデレラガールズ】ニコニコ生放送「願いを叶えて！アイドルマスター シンデレラガールズ 七夕特番！」 発表内容まとめ！” [【신데렐라 걸스】니코니카 생방송 ‘바라는 것을 이뤄줘! 아이돌마스터 신데렐라 걸스 칠석 특별 방송’ 발표 내용 정리!] (일본어). IDOLM@STER OFFICIAL WEB. 2016년 7월 7일. 2016년 7월 7일에 확인함.
7. ↑  “バンナム、PlayStation VR専用ソフト『アイドルマスター シンデレラガールズ ビューイングレボリューション』を10月13日に発売” [반남, 플레이스테이션 VR 전용 게임 “아이돌마스터 신데렐라 걸즈 뷰잉 레벌루션”을 10월 13일에 출시]. 《Social Game Info》 (일본어). 2016년 7월 8일. 2016년 7월 9일에 원본 문서에서 보존된 문서. 2016년 7월 9일에 확인함.
8. 1 2  “PS VRでシンデレラライブに参加！「アイドルマスター シンデレラガールズ ビューイングレボリューション」が2016年10月13日に発売” [PS VR로 신데렐라 라이브에 참가! “아이돌마스터 신데렐라 걸즈 뷰잉 레벌루션”이 2016년 10월 13일에 출시] (일본어). Gamer. 2016년 7월 7일. 2016년 7월 7일에 확인함.
9. ↑  “【速報】遂に”デレマス”の世界をVRで!!　PS VR専用『アイドルマスターシンデレラガールズ ビューイングレボリューション』を10月13日に発売予定【追記】” [【속보】드디어 “신데마스”의 세계를 VR로!! PS VR 전용 “아이돌마스터 신데렐라 걸즈 뷰잉 레벌루션”을 10월 13일에 출시 예정【추기】] (일본어). Social Game Info. 2016년 7월 7일. 2016년 7월 7일에 원본 문서에서 보존된 문서. 2016년 7월 7일에 확인함.
10. 1 2  “『THE IDOLM@STER CINDERELLA GIRLS 4thLIVE TriCastle Story』（さいたまスーパーアリーナ公演)　346 Castle発表内容まとめ” [“THE IDOLM@STER CINDERELLA GIRLS 4thLIVE TriCastle Story”(사이타마 슈퍼 아레나 공연) 346 Castle 발표 내용 정리]. 《THE IDOLM@STER OFFICIAL WEB》 (일본어). 2016년 10월 16일. 2016년 10월 16일에 확인함.
11. 1 2  “『アイドルマスター シンデレラガールズ ビューイングレボリューション』書き下ろし楽曲「Yes! Party Time!!」公開 新衣装も登場” [“아이돌마스터 신데렐라 걸즈 뷰잉 레벌루션”을 위해 작곡한 노래 ‘Yes! Party Time!!’ 공개, 새 의상도 등장] (일본어). 패미통.com. 2016년 9월 4일. 2016년 9월 19일에 확인함.
12. ↑  “【TGS2016】バンナム、東京ゲームショウ2016でPSVRタイトル『デレマスVR』と『サマーレッスン』を出展　同タイトルによるステージイベントも” [【TGS2016】반남, 도쿄 게임 쇼 2016에서 PSVR 타이틀 “신데마스 VR”과 “서머레슨”을 출전. 동일 타이틀에 따른 스테이지 이벤트도]. 《Social VR Info》 (일본어). 2016년 9월 7일. 2016년 9월 19일에 원본 문서에서 보존된 문서. 2016년 9월 19일에 확인함.
13. ↑  코구치 타카히로 (2016년 9월 15일). “ついに開幕！発売間近の「PlayStation VR」を東京ゲームショウ2016で体験してきました：TGS 2016” [드디어 개막! 출시 임박의 플레이스테이션 VR을 도쿄 게임 쇼 2016에서 체함하고 왔습니다 : TGS 2016] (일본어). AOL.JP. 2016년 9월 19일에 확인함.
14. ↑  “『アイドルマスター シンデレラガールズ ビューイングレボリューション』は全3曲収録！ 価格や予約特典も判明” [“아이돌마스터 신데렐라 걸즈 뷰잉 레벌루션”은 총 3곡 수록! 가격이나 예약 특전도 판명] (일본어). 패미통.com. 2016년 9월 13일. 2016년 9월 19일에 확인함.
15. ↑  “MUSIC｜アイドルマスター シンデレラガールズ ビューイングレボリューション” [MUSIC | 아이돌마스터 신데렐라 걸즈 뷰잉 레벌루션]. 《아이돌마스터 신데렐라 걸즈 뷰잉 레벌루션 공식 사이트》 (일본어). 반다이 남코 엔터테인먼트. 2016년 9월 19일에 확인함.
16. ↑  “【TGS2016】「IM@S GAME SHOW 2016」ステージ発表内容まとめ！” [【TGS2016】IM@S GAME SHOW 2016 무대 발표 내용 정리!]. 《THE IDOLM@STER OFFICIAL WEB》 (일본어). 2016년 9월 18일. 2016년 9월 19일에 확인함.